# Fort van Bellegarde
Het Fort van Bellegarde is een fort uit de 17e eeuw op de grens tussen Frankrijk en Spanje, boven de stad Le Perthus in de Pyrénées-Orientales. Het verdedigde de col du Perthus.

## Geschiedenis van Bellegarde
De geschiedenis van Bellegarde begon ten tijde van het koninkrijk Majorca. In 1285 werd de jonge Majorcaanse koning Jacobus II bij het tienjarige bestaan van zijn koninkrijk bedreigd door Peter III van Aragón. Om zich hiertegen te verdedigen bouwde de koning een toren om de hoogte boven Le Perthus te bewaken. Deze toren was zo'n 20 meter hoog met muren van anderhalve meter dik. In de loop van de 14e eeuw veroverde de koning van Aragón zijn buur en diende de toren alleen nog voor het heffen van douanerechten van reizigers. Met het verdrag van de Pyreneeën in 1659 werd Le Perthus een onderdeel van het Franse territorium.
Tijdens de Hollandse Oorlog werd Bellegarde ingenomen door de Spanjaarden op 8 mei 1674 en op 29 juli 1675 heroverd door graaf Frederik-Armand de Schomberg, na een beleg van 10 dagen. In 1679 bezocht Vauban Bellegarde en keurde het plan ter vergroting van het fort dat werd voorgesteld door zijn ingenieur Christian Rousselot de Monceaux goed.. Hij voegde er enkele verbeteringen aan toe, met name een dubbele fortificatie. Een jaar later aanvaardde de markies de Louvois in essentie het project en werden de werken uitgevoerd.

### De oorlog van Roussillon
In 1793 begonnen de Spanjaarden een belangrijk offensief om Roussillon binnen te vallen. Generaal Ricardos viel via de Vallespir binnen en bezette op 25 mei 1793 de Prats de Mollo. Op 5 juni werd het fort Lagarde bezet en daaropvolgend daalde hij de vallei verder af en nam op 25 juni het fort Bellegarde in. Het grootste deel van de oorlog bleef het fort bezet door de Spanjaarden en het werd pas op 7 september 1794 opnieuw ingenomen door generaal Dugommier na een beleg van 4 dagen. Zijn bevrijder sneuvelde op 17 november te Figueras. Na zijn dood ontving kwam zijn lijk aan in het het fort, maar later werd hij herbegraven en werd er ter nagedachtenis aan deze grote Franse generaal een monument geplaatst. Tijdens de revolutionaire periode werd het fort door de Fransen Fort de Midi-Libre of Sud-Libre genoemd.

### Retirada
Tijdens de Retirada vluchtten republikeinse Spanjaarden ten gevolge van de opmars van de troepen van de Spaanse dictator Franco. De Spanjaarden werden bedreigd en tijdelijk geïnterneerd in kampen aan de Franse zijde van de grens. De eersten verschenen in Prats de Mollo en op de stranden van Argelès en werden geïnterneerd in het kamp van Rivesaltes. Het fort van Bellegarde fungeerde als interneringskamp in januari en februari 1939.
Tijdens de Tweede Wereldoorlog werd het fort een gevangenis van de Gestapo voor ontsnapte krijgsgevangenen, Spaanse republikeinen en smokkelaars.

## Architectuur van het fort
Het fort vormt ruwweg een vijfhoek. De glacis eromheen is vrij groot en bestrijkt een gebied van ongeveer een kilometer. Vijf bastions beschermen de centrale weermuur. Hierachter bevindt zich een wal, waarna een tweede muur de kern van het fort beschermt met drie beschermende elementen, bastions, een wal en een keermuur. Het hart van het fort wordt gevormd door het onderkomen van het garnizoen (600 man sterk), een kapel, een verpleegboeg, en een bakkerij met zijn molen.
De kapel was vrij groot (11,20 breed en 12,50 hoog). Ze werd in de 19e eeuw in twee verdiepingen opgedeeld. De kruitmagazijnen zijn ondergronds gelegen in kleinere bastions. De enige poort van het fort, la Porte de France is beschermd door een fort in een halve maanvorm. De waterput is heeft een diameter van 6 meter en een diepte tot 62 meter; in 1698 was deze groot genoeg om een langdurig beleg te doorstaan.

## Toegang voor het publiek
In het fort is een kleine tentoonstelling over zijn geschiedenis en de archeologie van de col de Pannissars ingericht. Het fort is eigendom van de gemeente, die het onderhoudt en er kunsttentoonstellingen organiseert.
Het fort is geklasseerd als monument historique sinds 26 juni 1967.
De oude grenspaal nummer 569, eertijds gesitueerd nabij het militaire kerkhof van de col de Panissars bevindt zich thans op het hoofdplein van het kasteel, terwijl er op de originele plaats een nieuwe granieten werd geplaatst.

## Fotogalerie

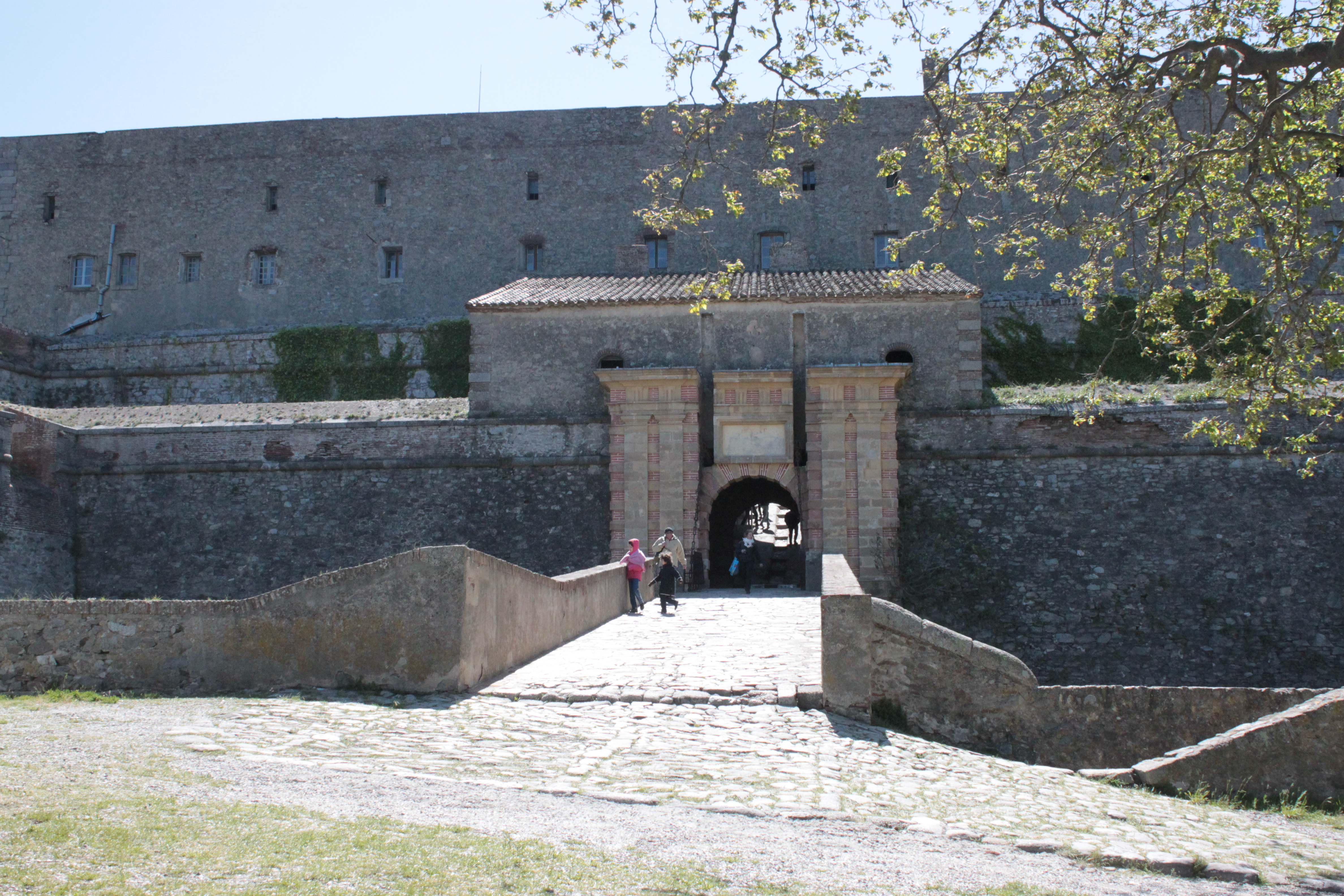
Ophaalbrug aan de ingang.
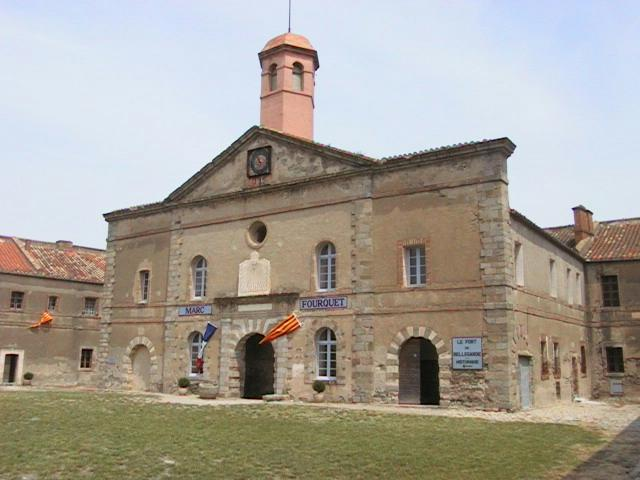
Garnizoenskwartieren.
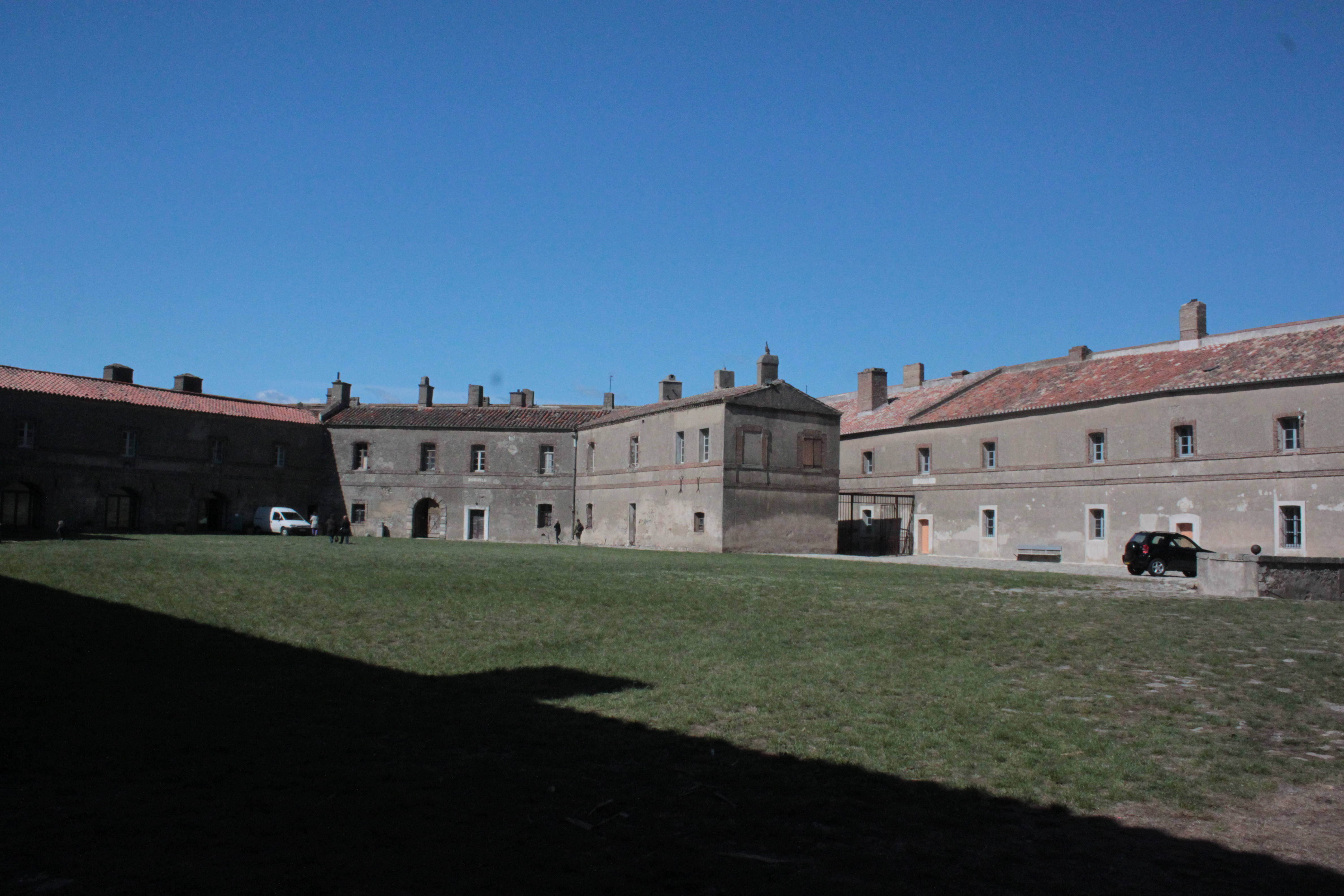
Zuidzicht van de centrale koer.
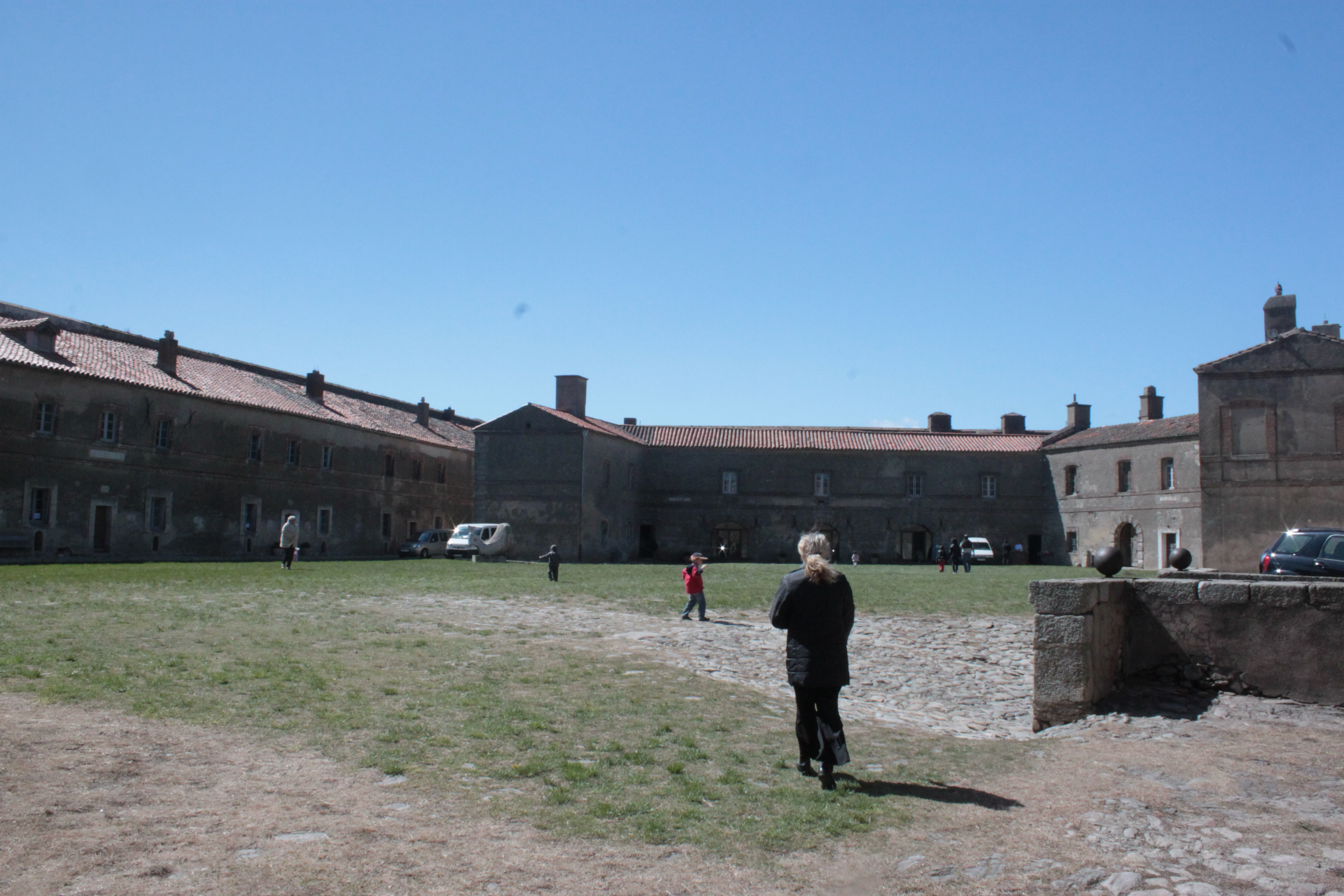
Noordzicht van de centrale koer.
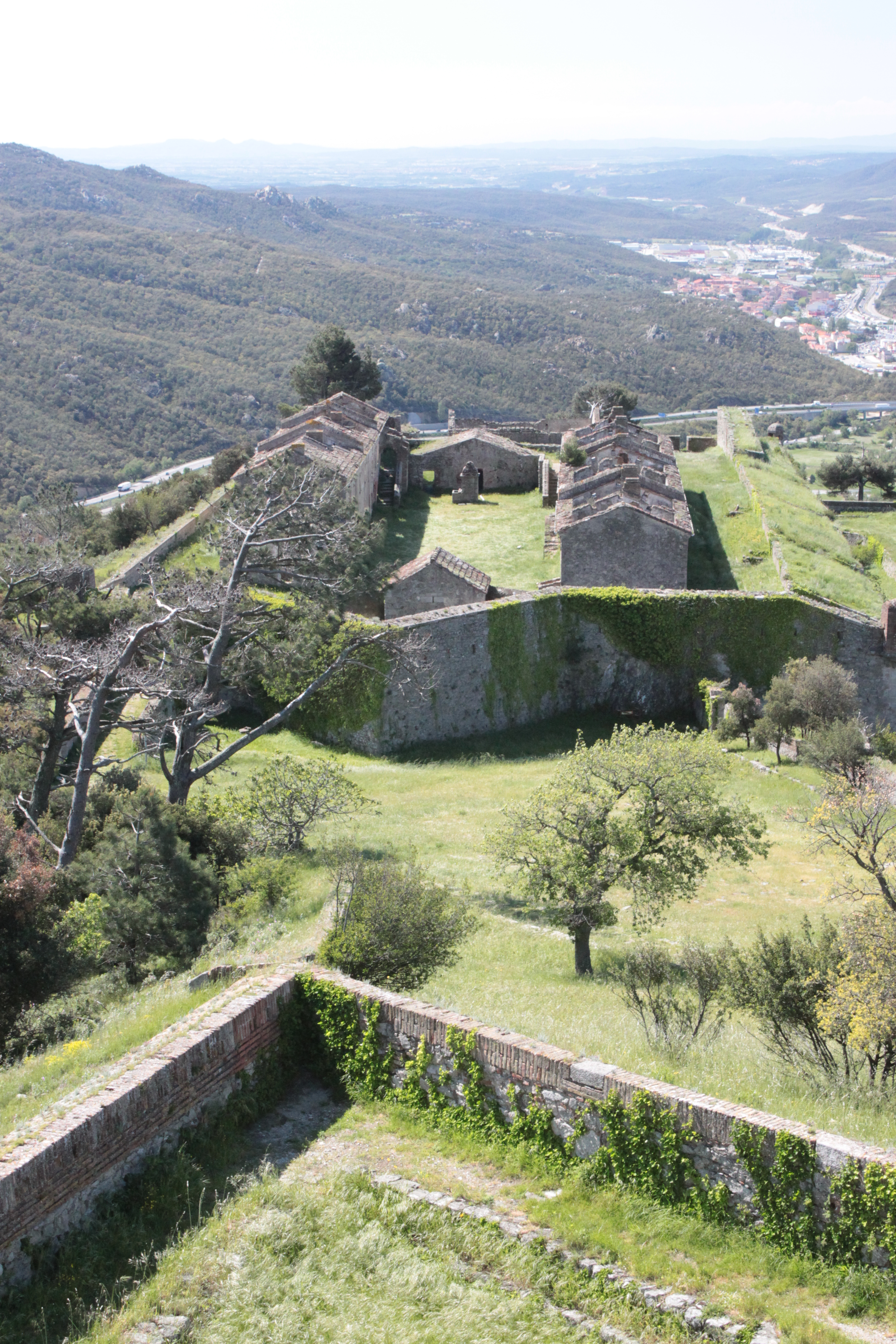
Zuidelijke kazerne in ruïne.
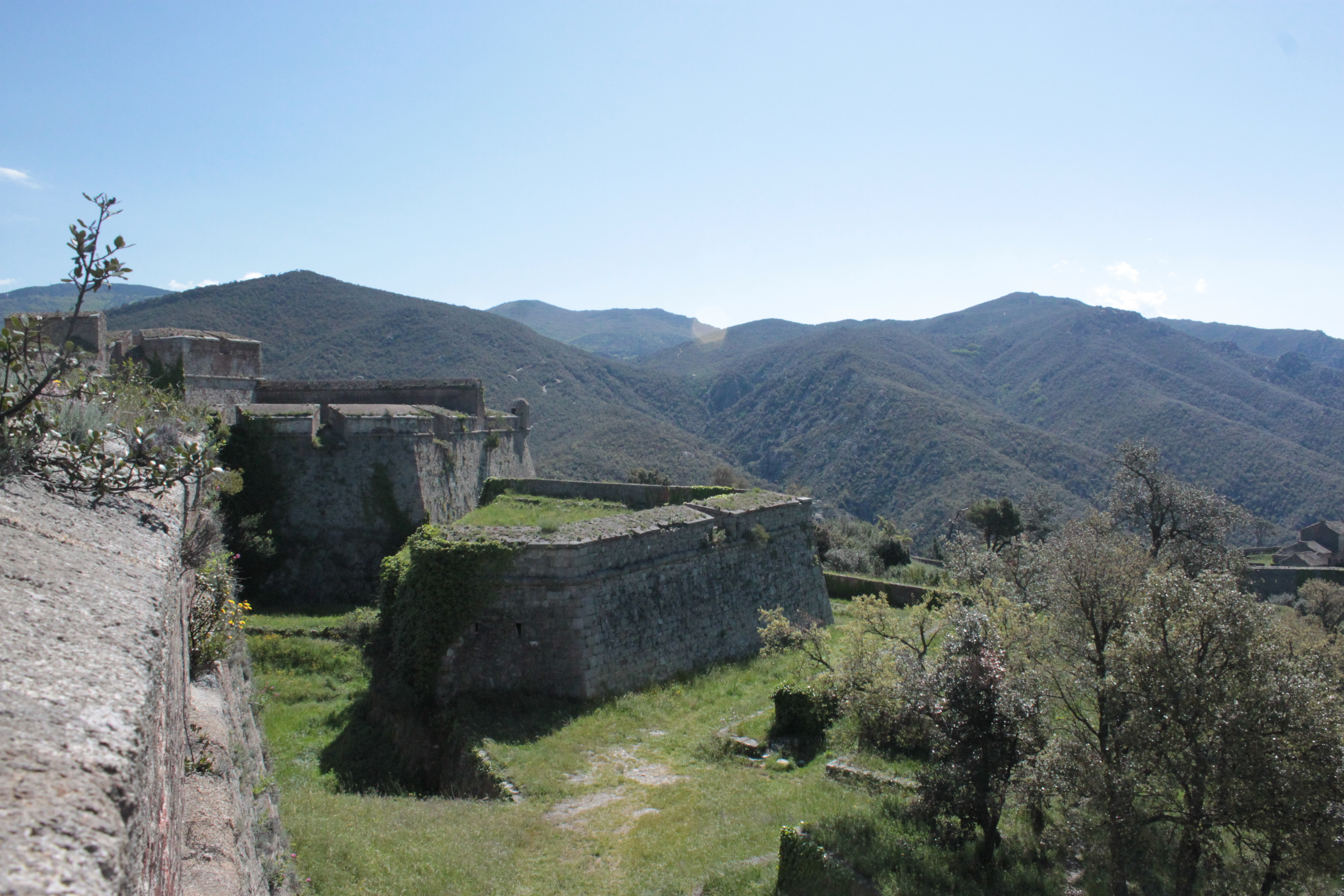
Zicht op de zuidelijke wal.
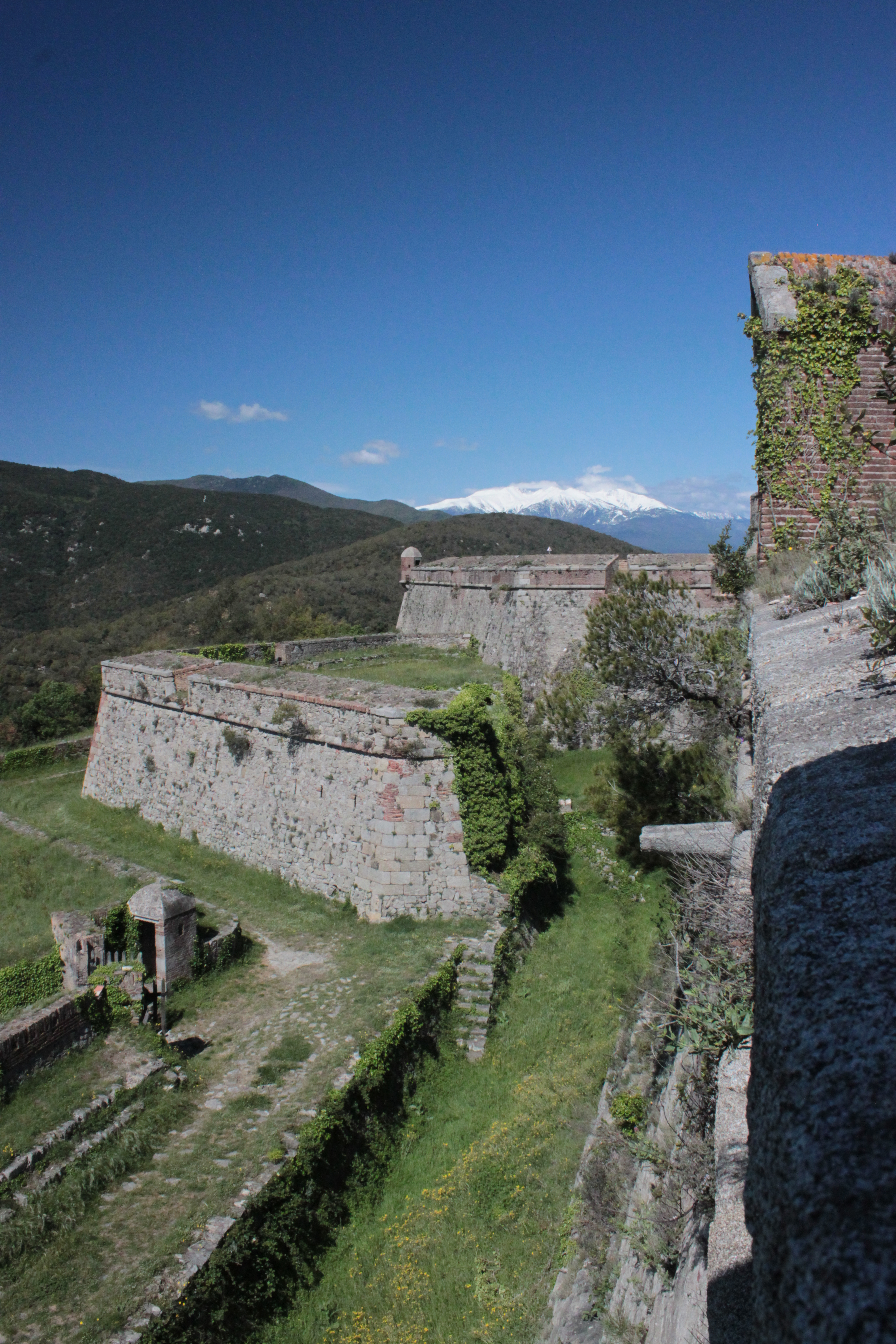
Zicht op de westelijke wal.